# 兪俐均
兪俐均（ゆ りきん、俞俐均、1999年4月29日 - ）は、台湾の囲碁棋士。台北市出身、台湾棋院に所属、四段。鈺徳杯台湾女子名人戦、女子囲棋最強戦優勝など。

## 経歴
4歳の時に両親が囲碁を教え、小学校に上がるまでにアマチュア初段の力をつける。小学4年で台湾棋院の院生となり、大安國中学の囲碁クラスに入学。中学2年の時にプロ試験に失敗するが、次の夏休みで合格し、15歳で台湾で最年少となる女流棋士となり、また周俊勲の弟子となった。中学卒業後、東方高級工商職業学校の体育クラスに入学。2016年高校2年の時にIMSAエリートマインドゲームズに出場し韓国の崔精と対戦したことがきっかけで、劉昌赫の招きで韓国棋院の国家代表チームで1年間学ぶ。
2012年全国女子囲棋オープン戦優勝、台湾女性初のアマチュア七段を獲得。2014年初段、同年女子名人戦準優勝。2015年女子囲棋最強戦ベスト4。2016年国手山脈杯国際囲棋戦ペア碁戦3位（周俊勲とペア）、女子名人戦優勝。2017年女子囲棋最強戦準優勝、おかげ杯国際新鋭対抗戦団体戦4位、二段昇段。2018年女子囲棋最強戦優勝。2019年三段、三星火災杯世界囲碁マスターズに出場し、1回戦で廖元赫に敗れる。2020年女子囲棋最強戦優勝。2022年四段。
2016年から中国女子団体戦に海峰棋院チームなどで出場。2016、17年韓国SG杯ペア碁最強戦に周俊勲と出場。2017年韓国女子囲碁リーグに西帰浦七十里チームで出場し1勝4敗。
2024年4月のMlily夢百合杯世界囲碁オープン戦決勝五番勝負において、WeiboとTikTokでライブ解説を行い、100万人の視聴者を集めた。

### 主な棋歴
- 鈺徳杯台湾女子名人戦 優勝 2016年、準優勝 2014年
- 女子囲棋最強戦 優勝 2018、20年、準優勝 2017年
- 国手山脈杯国際囲棋戦ペア碁戦 2019年優勝（王立誠とペア）、2016年3位（周俊勲とペア）
- おかげ杯国際新鋭対抗戦団体戦 2015年、2017年、2019年4位
- 天台山体彩杯世界女子囲棋団体選手権戦 2019年 3-0（○上野愛咲美、×呉侑珍、×王晨星）
- 海峡両岸曁港澳豪傑杯囲棋招待戦 2024年 1-1（×張璇、○徐瑩）

- 中国女子団体戦
  - 2016年（海峰棋院）3-4
  - 2017年（杭州西子）3-4
  - 2018年（海峰棋院）1-6
  - 2019年（友士女子宝島）3-4
  - 2020年（友士女子宝島）3-4
  - 2021年（友士女子宝島）5-2
  - 2022年（海峰棋院）3-4
  - 2024年（海峰棋院）4-3

## 注
1. ↑  海峰棋院「《職人》報導：韓國培訓歸國，17歲職業女棋士 俞俐均」2017.08.23
2. ↑  新浪体育「围棋甜心俞俐均 因梦百合杯过了一个不一样的生日」2024.5.8